# Ренон
Рено̀н (на италиански: Renon; на немски: Ritten, Ритен) е община в Северна Италия, автономна провинция Южен Тирол, автономен регион Трентино-Южен Тирол. Разположена е на 1154 m надморска височина. Населението на общината е 7759 души (към 2014 г.).
Административен център на общината е градче Колалбо (на италиански: Collalbo; на немски: Klobenstein, Клобенщайн)

## Език
Официални общински езици са и италианският и немският. Най-голямата част от населението говори немски. В общината се говори и други романски език, ладинският.
| %     | Роден език      |
| 4,55  | Италиански език |
| 95,20 | Немски език     |
| 0,25  | Ладински език   |